# شیرین‌کننده (آلبوم)
«شیرین‌کننده» چهارمین آلبوم استودیویی از خواننده آمریکایی آریانا گرانده است که در اوت ۲۰۱۸ از سوی ریپابلیک رکوردز منتشر شد. در این آلبوم هنرمندان دیگری نظیر فارل ویلیامز، نیکی میناژ و میسی الیوت نیز حضور داشته‌اند. این آلبوم دارای پانزده قطعه است.